# Tele 5
Tele 5 (Eigenschreibweise: TELE 5) ist ein deutscher privater Fernsehsender mit Sitz in Grünwald bei München und lizenziert von der Bayerischen Landeszentrale für neue Medien (BLM). Unter dem Namen Tele 5 existieren in Polen und Spanien ebenfalls private TV-Stationen, sie stehen heute jedoch in keiner Verbindung zum deutschen Tele 5.

## Geschichte

### 1988 bis 1992
Vom 11. Januar 1988 bis 31. Dezember 1992 existierte ein Fernsehsender Tele 5, der lizenzrechtlich gesehen ein anderer Sender war als der heutige Fernsehsender Tele 5, auch wenn es zwischen beiden Programmen inhaltliche und personelle Kontinuitäten gibt. Der von 1988 bis 1992 ausgestrahlte Privatsender Tele 5 ging aus dem 1984 gestarteten Musiksender musicbox hervor und wurde 1993 in DSF und 2010 schließlich in Sport1 umbenannt, das bis heute auf Sendung ist. Gleichzeitig gab es jedoch auch Gesellschafterwechsel. Am alten Tele 5 von 1988 bis 1992 beteiligt waren Herbert Kloibers Tele München Gruppe (TMG) mit 45 Prozent, Silvio Berlusconi mit 45 Prozent und Musicbox-Gründer Wolfgang Fischer mit 10 Prozent, später gehalten durch die CLT. Im Gegensatz zum heutigen, als Unterhaltungsspartenprogramm ausgestalteten Tele 5 handelte es sich um ein Vollprogramm, das auch mehrmals täglich Nachrichtensendungen ausstrahlte. Tele 5 erlangte vor allem durch die Sendung Bim Bam Bino bundesweit Bekanntheit. Hauptdarsteller war die Maus Bino, eine Klappmaulpuppe, die vom Puppenspieler Siegfried Böhmke gespielt wurde. Moderiert wurde die Sendung u. a. von Gundis Zámbó, Wolfgang Binder, Alexa Hennig von Lange und Sonja Zietlow.
Die Gründung des Senders war u. a. eine Initiative Berlusconis, der in Italien schon damals mit Canale 5 einen erfolgreichen Privatsender betrieb. Tele 5 existierte kurze Zeit, es gab Tele 5 in Deutschland, Tele 5 (heute: Telecinco) in Spanien, La Cinq in Frankreich (wo die charakteristische Blume durch einen Stern ersetzt wurde) und Canale 5 in Italien. Von Januar 1991 bis 26. Juni 1992 war Gerhard Zeiler Geschäftsführer von Tele 5. 1992 kaufte Leo Kirch den Sender, der eine Konkurrenz für seinen eigenen Sender ProSieben war. Zum 1. Januar 1993 wurde Tele 5 in den Sender DSF (Deutsches Sportfernsehen) umgewandelt, der den Sendeplatz übernahm (La Cinq beendete im selben Jahr die Ausstrahlung). Ein Großteil der Sendungen und Shows von Tele 5, wie beispielsweise Ruck Zuck, Hopp oder Top und Bim Bam Bino, fanden sich noch Monate und Jahre später auf anderen Sendern wieder.

### Neugründung 2002
Zehn Jahre nach Einstellung von Tele 5 kaufte die TMG die Marke „Tele 5“ wieder zurück, um als alleinige Gesellschafterin einen neuen Fernsehsender gleichen Namens zu betreiben. Am 28. April 2002 nahm das neue Tele 5 den Sendebetrieb unter der Führung des alten und neuen Programmchefs Jochen Kröhne auf.
Sendungen, die sich zum Teil an die Programme des alten Tele 5 anlehnten, waren die Wrestling-Show SmackDown!, oder Ruck Zuck. Weitere Programmelemente waren in der Anfangszeit die Erstwiederholungen der Formel-1-Rennen, die Late-Night-Show Big Brother bei Nachtfalke mit Jochen Bendel und Thilo Henrik Schrödel (Der Schwede) sowie Alexandra Polzin und Simon Krätschmer (später: Dennie Klose) und das Reise-Shopping-Format FerienSupermarkt.tv, heute: Sonnenklar.TV.
Ähnlich wie bei Bim Bam Bino fanden sich Anime im Tagesprogramm, zuerst unter dem Namen Toongate, was aber durch ein reguläres Programm ersetzt wurde. Aus dem Tele-München-Lizenzpool fanden sich Anime, die bereits auf RTL2 liefen. Gundam Wing, Die Buschbabies, Crush Gear Turbo und Medabots waren Premieren.

### Programm ab 2005
Seit 22. September 2005 lag der Programmschwerpunkt, zunächst unter dem Motto „Wir lieben Kino“, später mit „Gute Unterhaltung“, auf internationalen Spielfilmen und Serien. Der Programmstart nach der Neuausrichtung des Senders erfolgte mit dem Film Wag the dog. Ziel der Umstrukturierung unter der neuen Geschäftsführung von Ludwig Bauer und Kai Blasberg war, neben der Positionierung als Spielfilmsender im Jahr 2005 die deutliche Erhöhung des Marktanteils. 2008 trennte sich Tele 5 im Zuge einer Qualitätsoffensive auch von Call-In-Formaten. Die Sendefläche im Tagesprogramm wird seither für Familienserien genutzt.
Neu eingeführt wurden bereits 2005 die beiden Programmmarken Meisterwerke und 5 Sterne Kino, unter denen Spielfilmhighlights und Blockbusterkino gezeigt wurden. Der Dienstag war für die Programmhöhepunkte der Woche reserviert, mittwochs gab es Filme für ein weibliches Publikum, freitags Action- und Asia-Kino. Die Wochenend-Filme waren im Tagesprogramm auf Familienunterhaltung ausgelegt. Auch stellte der Sender nun Dokumentationen und Spielfilme zu Themenschwerpunkten zusammen. Das Programm ist mit Science-Fiction-Klassikern wie Raumschiff Enterprise – Das nächste Jahrhundert, Raumschiff Voyager und Deep Space Nine sowie Andromeda, Stargate – Kommando SG-1 und Stargate Atlantis und Mystery-Serien wie Akte X, Nick Knight – Der Vampircop und Smallville auf Anhänger von Mystery- und Science-Fiction-Serien ausgerichtet.
TMG verfügte als alleinige Gesellschafterin von Tele 5 über einen umfangreichen Lizenzvorrat für Spielfilme und Serien, in dem neben Hollywood-Straßenfegern auch europäische Produktionen zu finden sind. Passend zum Thema werden das Filmmagazin Steven liebt Kino mit Steven Gätjen und Star-Biografien, unter anderem aus der Reihe True Hollywood Story, ausgestrahlt.
Im Jahr 2007 war Thomas Gottschalk für Tele 5 tätig. Neben der wöchentlich ausgestrahlten Filmkolumne Gottschalk präsentierte er in Gottschalks Classics 2009 auch zu verschiedenen Anlässen eine Auswahl seiner Gäste aus Gottschalk Late Night.
Zum 8. Januar 2010 änderte Tele 5 sein Senderlogo. Am 19. Februar 2011 startete der Sender mit einem neuen Markenauftritt und dem Slogan „Gute Unterhaltung“. Der alte Slogan „Wir lieben Kino“ sollte unterdessen auch im Zuge des neuen Markenauftritts für den Spielfilmbereich erhalten bleiben.
Am 18. Oktober 2011 wurde die Senderkennung von Tele 5 HD für die Plattform HD+ via Astra 19,2° Ost aufgeschaltet. Der Sendestart war am 19. Oktober 2011.
Im Dezember 2011 zeigte Tele 5 die erste Staffel der TV-Satire Walulis sieht fern, die großes Medienecho fand und 2012 in der Sparte Unterhaltung den Grimme-Preis gewann. Seit Oktober 2012 zeigt Tele 5 die Satiresendung Kalkofes Mattscheibe, die zuvor bei Premiere sowie ProSieben gelaufen war. Außerdem wurden weitere Satiresendungen wie ulmen.tv 2.0 und Rüttens Bullshit Universum sowie die Polit-Talkshow Stuckrad-Barre ins Programm aufgenommen. 2013 wurde Stuckrad-Barre für einen Grimme-Preis im Wettbewerb Unterhaltung/Spezial nominiert.

### Programm ab 2013
Im Sommer 2013 experimentierte Tele 5 einige Wochen mit einem Anime-Block, bestehend aus Guilty Crown und Black Lagoon, die beide zum ersten Mal im deutschen Free-TV gezeigt wurden. Aufgrund schlechter Quoten wurde dieser Block aber durch die Absetzung Guilty Crowns Ende Juli aufgelöst.
Im Sommer startete das Format Die schlechtesten Filme aller Zeiten moderiert von Oliver Kalkofe und Peter Rütten. Zudem startete auf dem Sendeplatz Kalkofes ein von Puppen moderiertes Satire-Format namens Eye TV – Der durchgeknallte Puppensender, dessen Puppen teilweise bereits unter dem Titel „Bullzeye“ bei Freitag Nacht News auftauchten. Im Herbst 2013 startete Hans Sarpei – Das T steht für Coach, bei dem der Kult-Fußballer als Gast-Trainer für Amateurvereine auftritt.
Das Jahr 2017 war das erfolgreichste Geschäftsjahr der Sendergeschichte. Anlässlich der deutschen Erstausstrahlung der schwedischen Comedyserie Boy Machine (2015) bei Tele5, in der es um die Wiedervereinigung einer Boygroup der 90er Jahre geht, veranstaltete der Sender am 25. und 26. Februar 2017 unter dem Titel Hit me, 90s one more time zwei Retrotage, an denen Tele5 wieder mit dem Cornerlogo des alten Tele5 der frühen 90er Jahre sendete, Werbespots und Ausschnitte aus Musikvideos der Zeit zeigte.
Im Jahr 2018 erklärte Tele 5 seinen Ausstieg bei YouTube in Form eines Abschiedsvideos mit dem Titel YouTube du Hure mit Willy Kramer. Grund des Ausstieges sei der Protest gegen die Richtlinien des Streamingdienstes, welcher Tele 5 wegen des Zeigens einer weiblichen Brust verwarnt hatte.
2019 startete das Podcast-Format „Zwei Herren mit Hund“. Anfang 2020 wurde das Format Festival der Liebe beim Grimme-Preis nominiert.

### Eigentümerwechsel ab 2019
Mitte Februar 2019 erfolgte ein Aufkauf der gesamten TMG als Eigentümerin von Tele 5 durch Kohlberg Kravis Roberts & Co. (KKR). KKR ging es dabei um den Aufbau eines neuen Medienkonzerns mit integrierter Wertschöpfungskette „vom Filmset bis ins Kino und zur TV-Auswertung“, weshalb KKR 2019 neben TMG/Tele 5 auch die damalige Universum Film (seit Januar 2020: Leonine Distribution), i&u TV und die Wiedemann & Berg Filmproduktion übernahm. TMG und Tele 5 wurden von KKR der im Februar 2019 ausgegliederten Tochterfirma Show German AcquiCo GmbH unter der Leitung des KKR-Mitarbeiters Fred Kogel einverleibt, die sich wiederum im September 2019 in die heutige Leonine umbenannte.
Am 3. Juli 2020 gab Leonine bekannt, Tele 5 an Discovery Deutschland verkaufen zu wollen. Die Summe wurde nicht bekannt gegeben. Die endgültige Übernahme fand zum 1. September 2020 statt. Gleichzeitig wurde bekannt, dass Senderchef Blasberg das Unternehmen verlassen wird und Alberto Horta die Position des Geschäftsführers übernimmt. In der Nacht zum 26. November 2020 wurde bekannt, dass Discovery bei Tele 5 massiv Stellen abbauen will und die betroffenen Personen kurzfristig via Videocall über ihre unmittelbar bevorstehende Entlassung in Kenntnis gesetzt hat.
Ende 2023 lief die letzte eigenproduzierte Sendereihe Die schlechtesten Filme aller Zeiten („Schlefaz“) aus. Der Grund war nach Angabe von Oliver Kalkofe der fast vollständige Abbau der restlichen Arbeitsplätze seitens Discovery Deutschland. Die gesamte Sendergruppe von Discovery Deutschland habe danach nur noch zwei Mitarbeiterinnen, bei Tele 5 sei buchstäblich „niemand mehr da“, es würden nur noch Filme abgespielt werden.
Tele 5 war in vielen Ballungsräumen über die freenet-TV-Plattform per DVB-T2 zu empfangen. Die Ausstrahlung über freenet-TV wurde im Frühjahr 2024 eingestellt.

## Engagement & Trivia
Um ein Zeichen gegen Homophobie und Transphobie zu setzen, präsentierte Hella von Sinnen 2015 die „Liebe ist Liebe“-Aktion. 2017 starteten Tele 5, RTL II und Bavaria Film gemeinsam die Baumoffensive für Plant-for-the-Planet mit dem Ziel, 77.777 Bäume zu pflanzen. Zum Schutz der Umwelt verzichtet man unternehmensweit seit 2019 auf innerdeutsche Flüge und Dienstwagen.

## Grimme-Preis
| Jahr | Show                             | Kategorie                                         |
| ---- | -------------------------------- | ------------------------------------------------- |
| 2012 | Walulis sieht fern               | Unterhaltung (gewonnen)                           |
| 2013 | Stuckrad-Barre                   | Unterhaltung / Spezial (nominiert)                |
| 2014 | Nichtgedanken mit Oliver Kalkofe | Unterhaltung / Spezial (nominiert)                |
| 2014 | Playlist – Sound of my Life      | Unterhaltung / Spezial (nominiert)                |
| 2014 | Kai Blasberg                     | Spezial (nominiert für mutige Programmgestaltung) |
| 2016 | Der Klügere kippt nach           | Unterhaltung / Spezial (nominiert)                |
| 2020 | Festival der Liebe               | Unterhaltung (nominiert)                          |

## Tele 5 Austria

Logo des Tele-5-Ablegers

Am 1. Mai 2012 ging Tele 5 Austria auf Sendung. Es sendet das gleiche Programm wie Tele 5 Germany, lediglich die Werbeeinspielungen sind für den österreichischen Markt angepasst. Tele 5 Austria SD wurde im Juli 2013 eingestellt und durch ATV HD ersetzt. Tele 5 Austria HD ist weiterhin auf der gleichen Satelliten-Frequenz wie das deutsche Tele 5 HD empfangbar.
Nach den Werbefilmen strahlt Tele 5 Austria Programmhinweise des österreichischen ATV aus. Die Vermarktung der Werbezeiten erfolgt ebenfalls in Zusammenarbeit mit ATV.

## Logos

### Altes Tele 5

1988–1990
1990–1992
Letztes Logo ab Sommer 1992

### Neues Tele 5

28. April 2002 bis 21. September 2005
22. September 2005[23] bis 3. Februar 2006
4. Februar 2006[24] bis 7. Januar 2010
Logo vom 8. Januar 2010 bis 16. Mai 2017 (seit 2013 wurde es zusätzlich in blau und gelb benutzt)
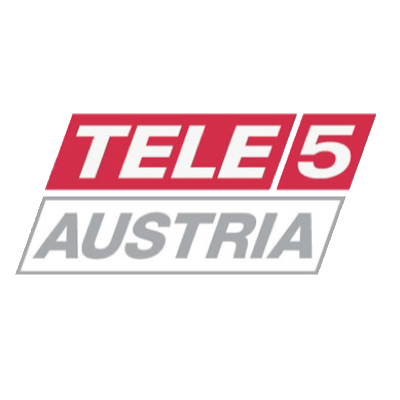
Logo des Ablegers Tele 5 Austria von 1. Mai 2012 bis Juli 2013
Eine weitere Variante des Logos bis 16. Mai 2017
Logo von 17. Mai 2017 bis 25. April 2019
Logo von 26. April 2019 bis 30. September 2021
Logo seit 1. Oktober 2021[25]

Seit 2015 werden für einige Sendungen abweichende Cornerlogos verwendet, die schlicht aus dem Schriftzug „Tele 5“ in unterschiedlichen Schriftarten bestehen.
Am 17. Mai 2017 bekam Tele 5 ein komplettes Redesign. Das Logo wurde grundlegend verändert, und auch das On Air-Design wurde erneuert.
Am 26. April 2019 wurde erneut das On Air-Design grundlegend verändert, das Logo blieb aber grundsätzlich erhalten. Lediglich der Text „Tele“ ist nun links um 90 Grad gedreht neben der 5 zu sehen. Im Oktober 2021 war das letzte Logo- und On-Air-Redesign bei Tele 5.

## Empfang

### Satellit
Die Daten für den Empfang über Satellit Astra 19,2° Ost lauten:
Tele 5 SD:

Transponder: 104, Downlinkfrequenz: 12480 MHz, Symbolrate 27500, Polarisation: Vertikal, FEC: 3/4
Tele 5 HD:

Art: DVB-S2, Transponder: 109, Frequenz: 12574 MHz, Symbolrate: 22000, Polarisation: Horizontal, FEC: 2/3, Modulation: 8PSK

### Kabel
Über Kabel lässt sich Tele 5 in allen Bundesländern auch flächendeckend digital empfangen. 

### IPTV
Des Weiteren ist Tele 5 über IPTV mit MagentaTV, Vodafone, Waipu.tv, Zattoo und Joyn zu empfangen.